# Henry-Marie Allard
Henry-Marie Allard (Saint-Jean-de-Liversay, 1773 circa – 1843) è stato un rivoluzionario francese.

## Biografia
Fiero contadino vandeano, divenne nel 1793 un fedele di Henri de La Rochejaquelein e si distinse in battaglia. Nonostante ciò fu catturato e condannato a morte dai Repubblicani, graziato per la sua giovane età, scappò e ritornò di nuovo alla sua attività controrivoluzionaria. Luogotenente generale (1816), si rifiutò (1830) di giurare fedeltà al regime.